# Crash Bandicoot N. Sane Trilogy
Crash Bandicoot N. Sane Trilogy — це гра платформер, розроблена Vicarious Visions та видана Activision. Це збірник ремастерів перших трьох ігор із серії Crash Bandicoot: Crash Bandicoot, Cortex Strikes Back і Warped, які спочатку були розроблені Naughty Dog для PlayStation протягом 1990-х. Гра вперше вийшла на PlayStation 4 у червні 2017 року, а версії для Microsoft Windows, Nintendo Switch та Xbox One вийшли у червні 2018 року. Вона отримала позитивні відгуки критиків і продалася тиражем понад 10 мільйонів примірників.

## Відгуки
| Агрегатор  | Оцінка                                             |
| ---------- | -------------------------------------------------- |
| Metacritic | (PS4) 80/100 (NS) 78/100 (XONE) 79/100 (PC) 76/100 |

| Видання                   | Оцінка |
| ------------------------- | ------ |
| Destructoid               | 8.5/10 |
| Electronic Gaming Monthly | 9/10   |
| Game Informer             | 8/10   |
| GameRevolution            | [ 9 ]  |
| GameSpot                  | 6/10   |
| GamesRadar+               | [ 11 ] |
| IGN                       | 8.5/10 |
| Polygon                   | 6/10   |

Crash Bandicoot N. Sane Trilogy отримав «загалом сприятливі» відгуки критиків, згідно з агрегатором оцінок Metacritic.